# Лаура Дальмаєр
Лаура Дальмаєр (нім. Laura Dahlmeier; 22 серпня 1993, Гарміш-Партенкірхен, Німеччина — прибл. 28 липня 2025, пік Лайла, Пакистан) — німецька біатлоністка, дворазова олімпійська чемпіонка, чемпіонка та призерка чемпіонатів світу, триразова чемпіонка світу з біатлону серед юніорів, переможниця та призерка етапів кубка світу з біатлону.
Золоту олімпійську медаль та звання олімпійської чемпіонки Дальмаєр виборола на Олімпіаді 2018 року в Пхьончхані у спринтерській гонці на 7,5 км. У переслідуванні вона зберегла першу позицію, що принесло їй другу золоту олімпійську медаль.

## Кар'єра в Кубку світу
- Дебют в кубку світу — 15 лютого 2013 року в естафеті в Новому Месті-на-Мораві — 5 місце.
- Перше попадання до залікової зони — 1 березня 2013 року в спринті в Осло — 7 місце.
- Перший подіум — 10 березня 2013 року в естафеті в Сочі — 1 місце.
- Перший особистий подіум — 23 січня 2015 року в спринті в Антгольці — 3 місце.
- Перша перемога — 20 березня 2013 року в естафеті в Сочі — 1 місце.

Дебют Лаури Дальмаєр в гонках етапах Кубка світу відбувся одразу на Чемпіонаті світу з біатлону 2013. Після вдало проводеного юніорського чемпіонату світу, на якому вона стала триразовою чемпіонкою, тренерській штаб німецької жіночої збірної вирішив включити її до естафетної команди. Хоча німкені у підсумку гонки опинилися на 5 сходинці, однак Дальмаєр відпрацювала свій 3 етап просто на відмінно. Після Чемпіонату світу Дальмаєр взяла участь у 3 заключних етапах Кубка світу, де змогла потрапити до залікової зони у всіх особистих гонках. Найкращим особистим досягненням спортсменки стало 6 місце в гонці переслідування на 8 етапі Кубка світу, що проходив в російському Ханти-Мансійську. Попри те, що Дальмаєр виступила лише в 7 особистих гонках сезону, їй вдалося здобути 220 залікових балів та завершити сезон на 35 позицій в загальному заліку біатлоністів.
Особливо успішним видався для Лаури Дальмаєр сезон 2016—2017 років. На чемпіонаті світу 2017 вона виборола 6 медалей, зокрема 5 золотих. За підсумками сезону вона здобула великий кришталевий глобус переможниці в загальному заліку та малі кришталеві глобуси в переслідуванні й індивідуальній гонці.

### Завершення спортивної кар'єри
17 травня 2019 року Лаура завершила кар'єру, зазначивши, що після неймовірно тяжкого сезону більше не відчувавла пристрасті для професійного спорту.
Спортсменка виступила востаннє на традиційній різдвяній гонці з біатлону — «World Team Challenge 2019». 26-річна Лаура Дальмаєр спочатку мала бігти з Еріком Лессером, який, однак, захворів. Вона виступала в парі з Філіпом Навратом. Німецька збірна посіла четверте місце. Спортсменка зазначила, що вона «рада, що сьогодні змогла знову стати біатлоністкою».

## Особисте життя
Лаура Дальмаєр народилася в Гарміш-Партенкірхені, в родині Андреаса та Сюзі (до шлюбу Бухвізер) Дальмаєрів. На початку 90-х років мати Лаури, а також її тітка, Реґіна Штіфль, мали успішну кар'єру з їзди на гірському велосипеді; вони вибороли кілька національних та міжнародних нагород. Батько Лаури — альпініст і лижник.
1 серпня 2011 року Дальмаєр була прийнята в лижну команду Федеральної митної адміністрації Німеччини і отримала кваліфікацію з митної служби. Після завершення біатлонної кар'єри вона офіційно залишила митну службу в серпні 2018 року.
Дальмаєр — досвідчена альпіністка. Влітку 2017 року спортсменка піднялася на перуанський гірський масив Кордильєра-Бланка, підкоривши такі верщини, як Токлараю і Альпамайо. 2019 року вона піднялася на найвищу гору Ірану — Демавенд.
З 2019 року Дальмаєр вивчала спорт в Мюнхенському технічному університеті.
18 жовтня 2019 року Лаура Дальмаєр презентувала на Франкфуртському книжковому ярмарку дитячу книжку «Die Klimagang: Laura Dahlmeier und Freunde im Einsatz für die Natur».
Після вторгнення російської армії в Україну в 2022 році Дальмаєр активно підтримувала свободу і незалежність України.

## Загибель
У липні 2025 року 31-літня Дальмаєр здійснювала подорож до гір Каракорум у Пакистані. 28 липня під час сходження на пік Лайла, перебуваючи на висоті 5700 м, вона загинула внаслідок каменепаду. Поруч із нею перебувала напарниця, що намагалася надати допомогу, але вона не змогла врятувати Дальмаєр. Пошукова операція змогла потрапити на місце інциденту гелікоптером лише наступного дня. Її тіло залишили в горах, де вона загинула, це було її побажання.

## Статистика в біатлоні

### Виступи на Олімпійських іграх
| Рік  | Місце проведення         | Інд | Спр | Пр | МС | Ест | ЗМ  |
| 2014 | Росія Сочі               | 13  | 46  | 30 | —  | 10  | DSQ |
| 2018 | Південна Корея Пхьончхан | 3   | 1   | 1  | 16 | 8   | 4   |

### Виступи на чемпіонатах світу
| Рік  | Місце проведення     | Інд | Спр | Пр | МС | Ест | ЗМ |
| 2013 | Нове Место-на-Мораві | —   | —   | —  | —  | 5   | —  |
| 2015 | Контіолахті          | 6   | 4   | 2  | 7  | 1   | —  |
| 2016 | Голменколлен         | 3   | 3   | 1  | 2  | 3   | —  |
| 2017 | Гохфільцен           | 2   | 1   | 1  | 1  | 1   | 1  |
| 2019 | Естерсунд            | 4   | 3   | 3  | 6  | 4   | —  |

### Статистика кубка світу
У таблиці наведено статистику виступів біатлоніста в Кубку світу.
- Місця 1–3: кількість подіумів
- Чільна 10: кількість фінішів у першій десятці
- В очках: кількість виступів, на яких біатлоніст здобував очки
- Старти: кількість стартів
- Естафета: включно зі змішаною

| Місця                            | Індивід. | Спринт | Персьют | Мас-старт | Естафета | Разом |
| -------------------------------- | -------- | ------ | ------- | --------- | -------- | ----- |
| 1                                | 3        | 3      | 8       | 3         | 10       | 27    |
| 2                                |          | 5      | 3       | 4         | 3        | 15    |
| 3                                | 1        | 3      | 1       | 1         | 3        | 9     |
| Чільна 10                        | 7        | 21     | 20      | 14        | 18       | 80    |
| В очках                          | 9        | 30     | 25      | 18        | 18       | 100   |
| Стартів                          | 9        | 30     | 26      | 18        | 18       | 101   |
| Станом на: Кінець сезону 2016/17 |          |        |         |           |          |       |

### Статистика стрільби
| № п/п | Сезон     | Загальна         | Індивідуальна гонка | Спринт         | Гонка переслідування | Масстарт       | Естафета       |
| ----- | --------- | ---------------- | ------------------- | -------------- | -------------------- | -------------- | -------------- |
| 1     | 2012—2013 | 90,0 % (117/130) | 0,0 % (0/0)         | 96,7 % (29/30) | 82,5 % (33/40)       | 87,5 % (35/40) | 99,9 % (20/20) |

### Загальний залік в Кубку світу
- 2012–2013 — 35-е місце (220 очок)